# Woppenroth
Woppenroth ist eine Ortsgemeinde im Rhein-Hunsrück-Kreis in Rheinland-Pfalz. Sie gehört der Verbandsgemeinde Kirchberg (Hunsrück) an.

## Geografie

### Geografische Lage
Woppenroth liegt über 400 m hoch auf einer zentralen Hochfläche im Hunsrück. Südlich des Dorfs erhebt sich der Lützelsoon, westlich liegt das Hahnenbachtal, östlich das Kellenbachtal. Die Hochfläche zieht sich nördlich bis nach Dickenschied und Kirchberg hin.
Durch den Ort verläuft in Ost-West-Richtung die Landesstraße 162 von Rhaunen nach Gemünden. Sie wird unweit östlich des Orts von der Landesstraße 184 von Kirchberg nach Kirn gekreuzt.

### Nachbarorte
| Oberkirn und Lindenschied | Kirchberg, Dickenschied und Rohrbach        | Gehlweiler und Gemünden |
| Rhaunen und Hausen        | Kompassrose, die auf Nachbargemeinden zeigt | Schlierschied           |
| Bundenbach                | Schneppenbach, Bruschied und Hennweiler     | Kellenbach              |

## Geologie
Im Hahnenbachtal und seinen Nebentälern wurde bis Anfang des 20. Jahrhunderts devonischer Schiefer abgebaut. Heute sind noch Stolleneingänge und Abraumhalden als Zeugnisse dieser Wirtschaftsepoche sichtbar.

## Geschichte

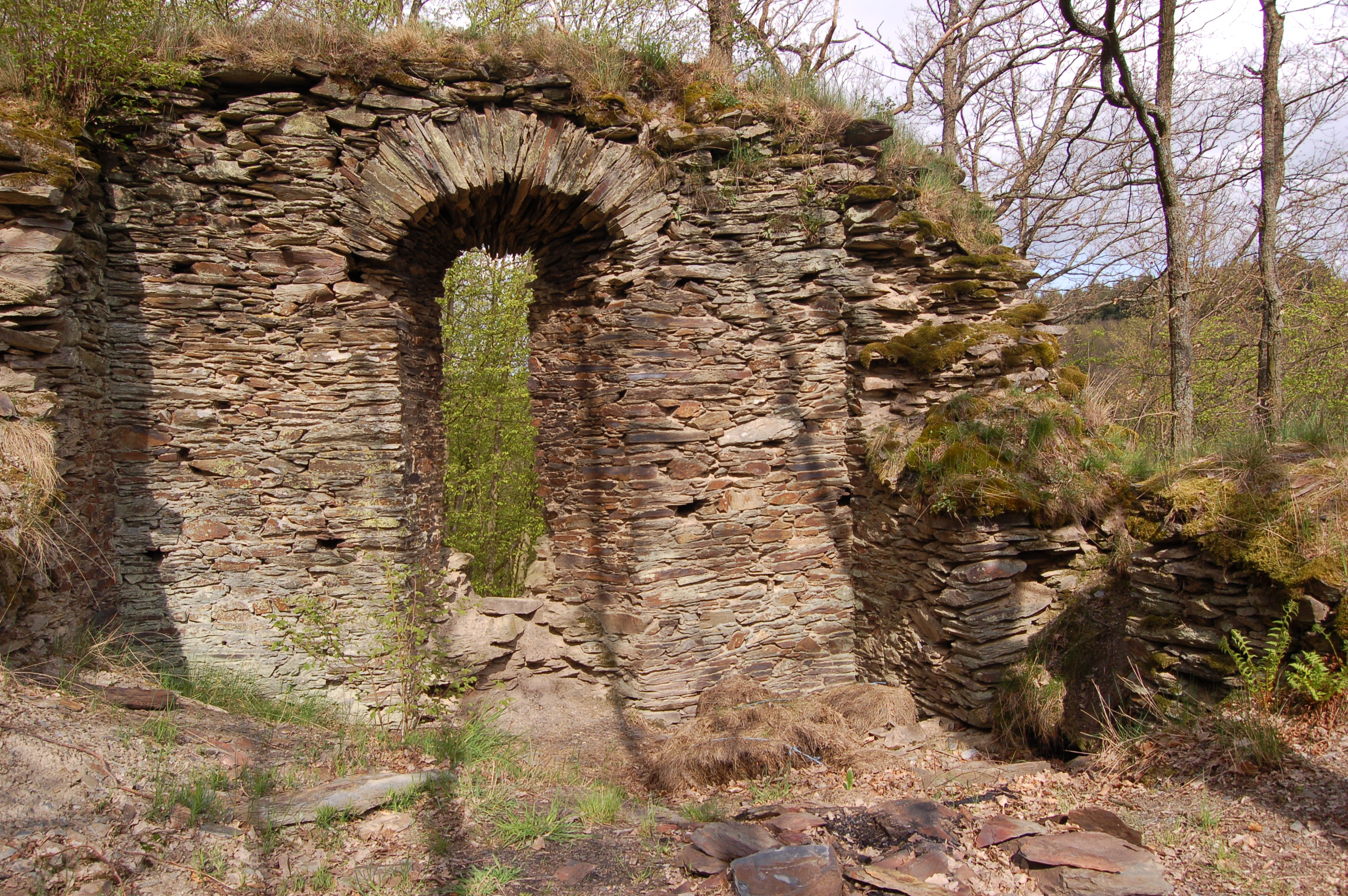
Ruine Hellkirch

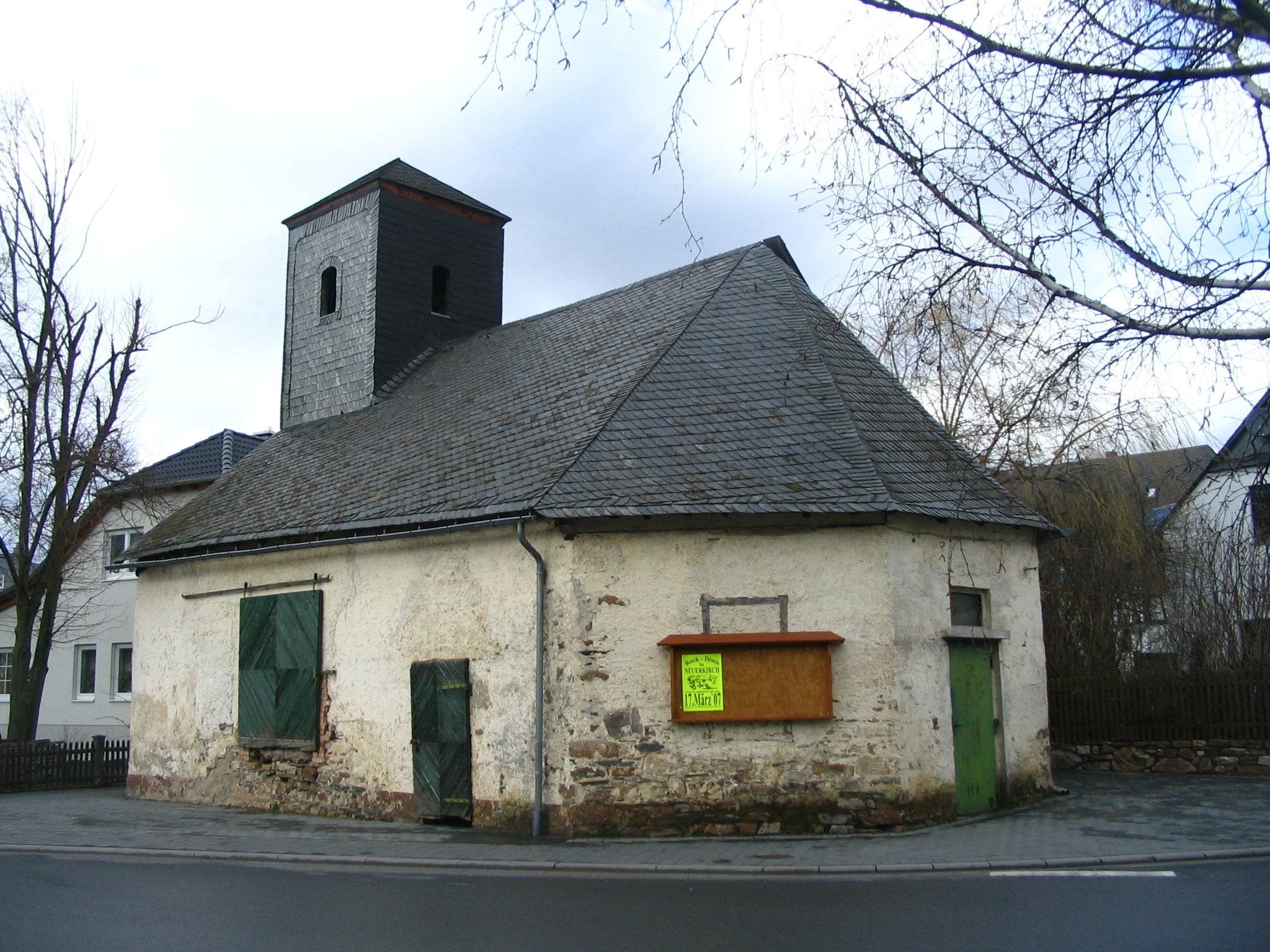
Altes Raiffeisen-Lager (ehemalige Dorfkirche)

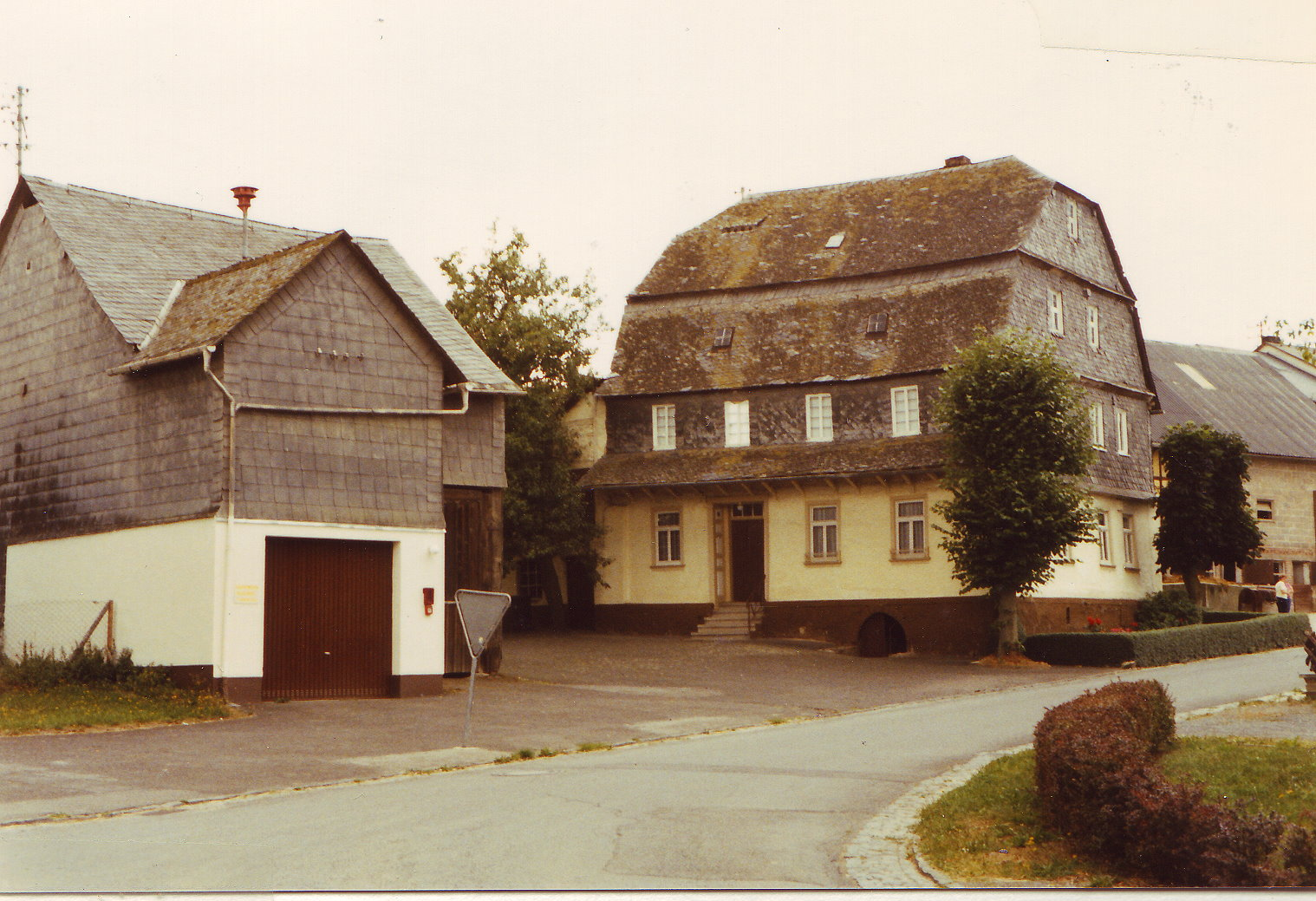
Das sog. „Schirmer-Haus“, in der Heimat-Serie das Wohnhaus von Marie-Goot und Mätthes-Pat.

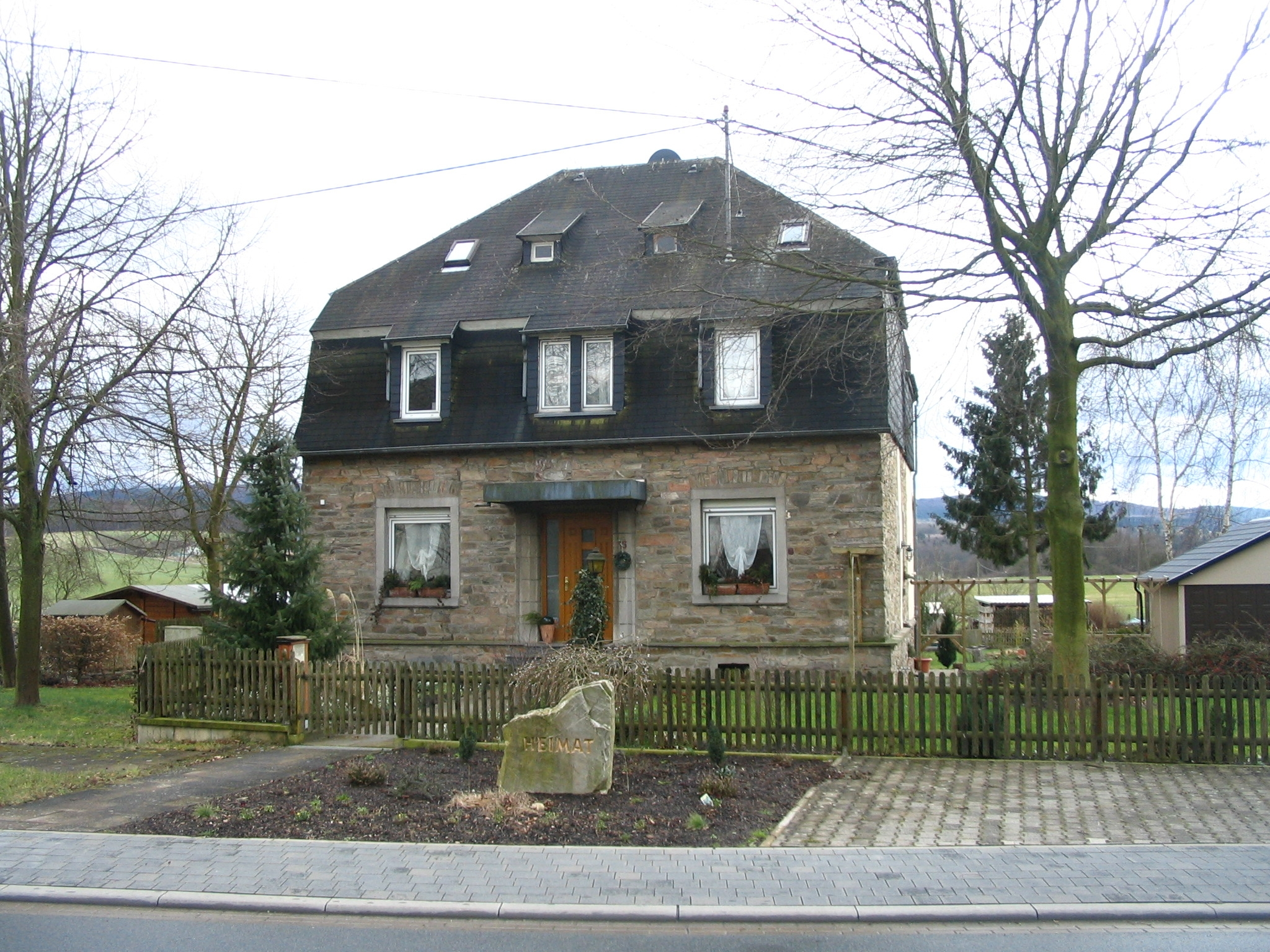
Erinnerungsstein an den Film „Heimat“ im Dorfzentrum

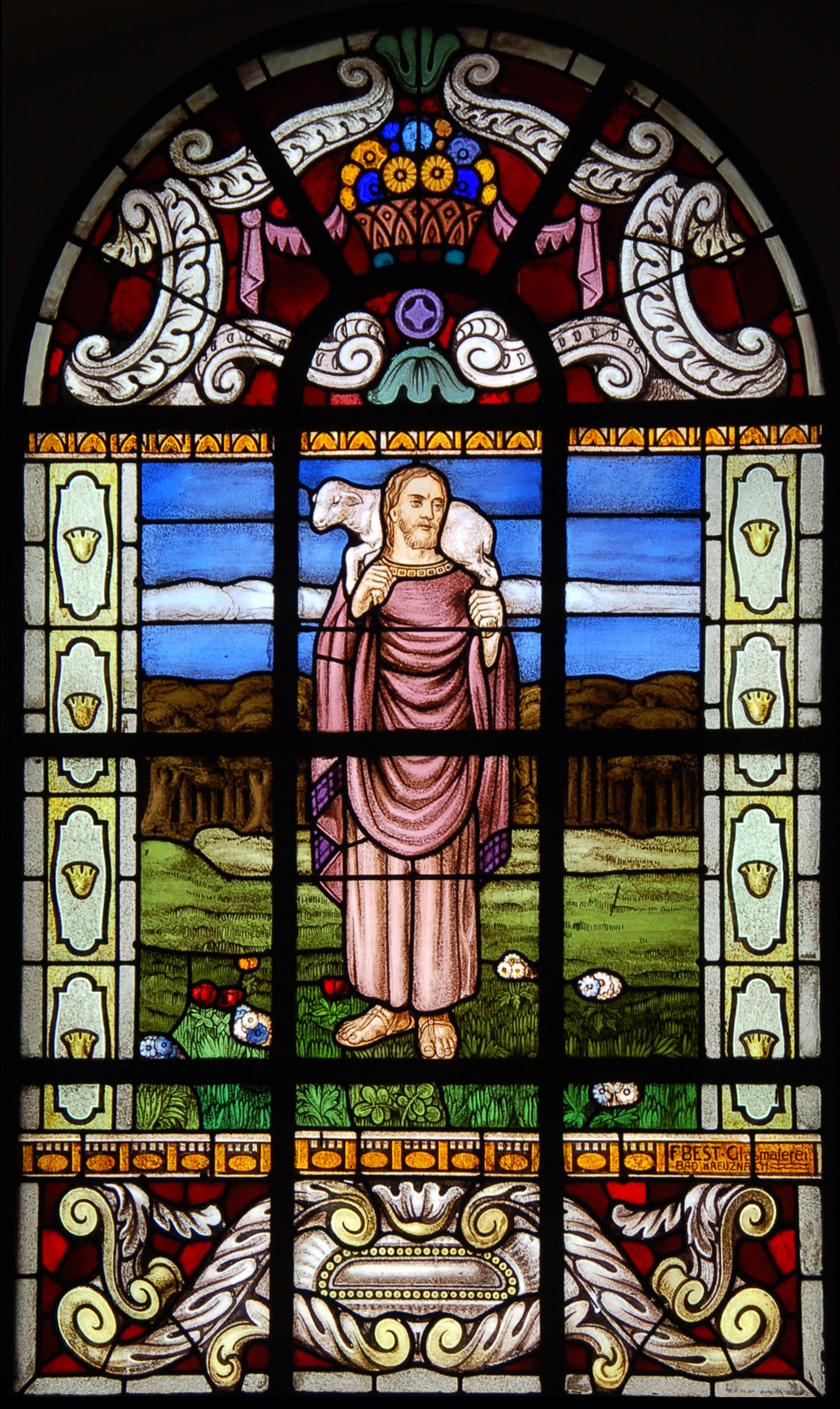
Kirchenfenster „Der gute Hirte“ / „Das wiedergefundene Schaf“

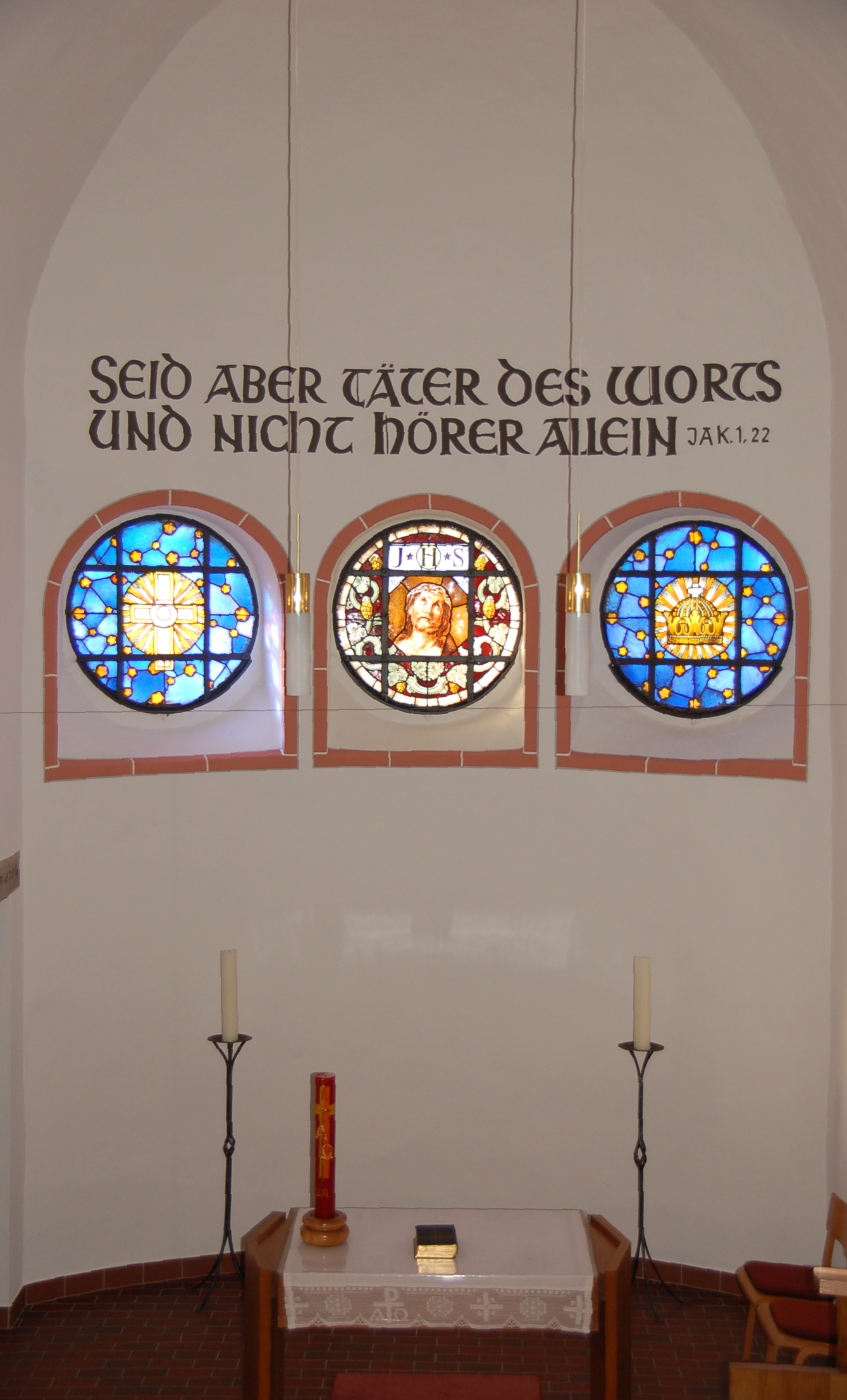
Kirche: Apsis mit Altar und drei Fenstern

In der Woppenrother Gemarkung wurden Werkzeuge aus der Jungsteinzeit entdeckt. In Hügelgräbern (1600–1200 v. Chr.) wurden nach 1945 Bronzeschmuck (Armreife und Ringe) sowie Keramikgefäße gefunden.
Woppenroth ist ein Ort mit einem Rodungsnamen. Die Ortsgründungen mit der Rode-Endung, wie -rath oder -roth, stammen vermutlich aus der Rodungsperiode um 900/1100. Dies ist durch die Lage des Orts in den leichter zu bearbeitenden trockenen Hochflächen des Hunsrücks begründet. Die feuchten Tallagen wurden später kolonisiert. Zum ersten Mal urkundlich erwähnt wurde Woppenroth im Jahr 1269. In der Urkunde versetzt Wildgraf Emich von Kyrburg (bei Kirn gelegen) das Dorf für 100 trierische Pfund an Wilhelm von Schmidtburg. Woppenroth gehörte zum Hochgericht Rhaunen. Bis ins 14. Jahrhundert waren die Wildgrafen Inhaber des Gerichtes und damit auch der Landeshoheit. Durch die Dhauner Fehde der Wildgrafen mit dem Trierer Erzbischof Balduin von Trier, geriet ein Viertel des Gerichtes an Kurtrier. In der zweiten Hälfte des 14. Jahrhunderts starben die Wildgrafen aus und die Rheingrafen beerbten sie.
Mit der Besetzung des linken Rheinufers 1794 durch französische Revolutionstruppen wurde Woppenroth Teil von Frankreich. 1815, nach der Franzosenzeit, wurde es auf dem Wiener Kongress dem Königreich Preußen und von diesem 1822 seiner Rheinprovinz zugeordnet. Nach dem Ersten und Zweiten Weltkrieg war der Ort zeitweise französisch besetzt. Seit 1946 ist der Ort Teil des Landes Rheinland-Pfalz.

## Wüstungen
Die ehemaligen Wohnplätze Kaffeld und Blickersau im Bereich von Woppenroth sind Wüstungen.
Kaffeld wurde 1399 in der nassauischen Fehde zerstört. Es lag in der Nähe der heutigen Wacholder-Heide. Bauern erzählen, dass sie bei der Feldarbeit bis in die 1960er Jahre hinein noch auf Fundamente der Siedlung gestoßen seien.
Das am Hahnenbach gelegene Blickersau, dessen Gemarkung sich heute auf Woppenrother und Hauser Gemeindegebiet verteilt, war 1469 bereits verfallen, erstand im 19. Jahrhundert aber für ein paar Jahre wieder neu.
Über die Ruine der Hellkirch, 60 m über dem Hahnenbachtal gelegen, ist nicht viel bekannt. Die Architektur – 1,5 m dicke Mauern, innere Seitenlänge 4,5 m, quadratischer Raum – lässt auf ein hohes Alter schließen. Wahrscheinlich war sie ein religiöser Bau, vermutlich eine Kapelle. Der Name leitet sich wohl vom mittelhochdeutschen „helde“ her, was eine Anhöhe mit steilem Gefälle bezeichnete; mundartlich ist „Hell“ noch bis ins 20. Jahrhundert als Bezeichnung für steil abfallende Berghänge belegt.

## Kirche
Im Jahre 1913 wurde als Ersatz für den zu klein gewordenen Vorgängerbau, der später lange als Raiffeisen-Lager diente, mit der Errichtung der heutigen Kirche begonnen. Seit 1920 wird diese Kirche genutzt, 1926 fand die Kirchweih statt. Stahlglocken haben die beiden im Ersten Weltkrieg eingeschmolzenen Bronzeglocken ersetzt, die bereits seit 1889 in der alten Kirche Dienst taten und von denen eine aus der Hellkirch gestammt haben soll.
183 der insgesamt 250 Woppenrother sind evangelisch. Die Evangelische Kirchengemeinde Woppenroth wechselte 1976 vom Kirchenkreis Trier zum Kirchenkreis Simmern-Trarbach. Auf die pfarramtliche Verbindung mit Hausen folgte nun die mit Dickenschied, Rohrbach und Womrath. 2012 wurden Woppenroth, Rohrbach und Womrath der Kirchengemeinde Dickenschied angegliedert.
Die Katholiken gehören zur Pfarrei St. Martin in Rhaunen.

## Politik

### Gemeinderat
Der Gemeinderat besteht aus sechs Ratsmitgliedern, die bei der Kommunalwahl 2024 in einer Mehrheitswahl gewählt wurden, und dem ehrenamtlichen Ortsbürgermeister als Vorsitzendem.

### Ortsbürgermeister
Ortsbürgermeister von Woppenroth ist Detlef Schmitt. Bei der Kommunalwahl am 26. Mai 2019 war kein Kandidat angetreten, er wurde durch den Gemeinderat gewählt und ist damit Nachfolger von Ralf Franz.
Im Juni 2024 gab es keine Bewerbungen zu dieser Wahl, sie erfolgt somit durch den Rat.

### Wappen
| Wappen von Woppenroth | Blasonierung: „In gespaltenem Schild vorne in Gold ein blaubewehrter und -gezungter roter Löwe. Hinten ein silberner Wellenbalken begleitet oben in Grün von einer silbernen Ruine mit einem Fenster, unten in Schwarz von einer silbernen Schnalle.“ |
| Wappen von Woppenroth | Wappenbegründung: Die vordere Schildhälfte nimmt Bezug auf die ehemaligen Zugehörigkeit des Ortes zum Wild- und Rheingräflichen Ingericht (= Ortsgericht) Hausen, dem Woppenroth angehörte. Die hintere Schildhälfte verweist mit dem Bach als Wellenbalken auf die Bäche als ehemalige Grenzen. Die Ruine nimmt Bezug zur Hellkirch, die innerhalb der Gemarkung steht. Die silberne Schnalle in Schwarz zeigt das Schmidtburger Wappen und verweist auf die ehemalige Schmidtburger Linie, die Herrschaftsrechte in Woppenroth hatte. |

## Kultur

### Film „Heimat“
Kulturell ist Woppenroth vor allem durch die Heimat-Trilogie bekannt geworden: 1981/1982 wurde in Woppenroth und weiteren Hunsrück-Orten die erste Staffel der Filmserie Heimat – Eine deutsche Chronik (1984) gedreht. Woppenroth war dabei der zentrale Ort und wurde als fiktive Ortschaft Schabbach zu einem Freiluftstudio. Viele Dorfbewohner waren bei den Dreharbeiten als Komparsen beteiligt. Auch beim dritten Teil der Trilogie, Heimat 3 – Chronik einer Zeitenwende (2004), war Woppenroth wieder Kulisse. Weitere Drehorte für Schabbach waren Gehlweiler, Rohrbach und die zu Schlierschied gehörende Anzenfeldermühle. Den Namen des Filmorts wählte der gebürtige Hunsrücker Edgar Reitz nach einem Familiennamen, den er auf einem Grabstein in Bischofsdhron, einem Ortsbezirk von Morbach, fand.

### Musik
In Woppenroth existieren mit dem Gospel- und dem Kinderchor zwei Chöre als Teil des evangelischen Kirchenchors.

## Freizeit
Durch Woppenroth verläuft der Lützelsoon-Radweg zwischen Kirn und Kirchberg.
Zu Wanderungen und Radtouren bieten sich auch der parallel als Feldweg verlaufende Keltenweg Nahe–Mosel nach Kirchberg oder zum nahen Lützelsoon und das Hahnenbachtal nach Kirn an.